# Официальная Ирландская республиканская армия
«Официальная» Ирландская республиканская армия (англ. Official Irish Republican Army) — ирландская национально-освободительная организация, целью которой является достижение полной независимости Северной Ирландии от Соединённого Королевства. Создана в 1969 году в результате раскола в ИРА на «Временную» и «Официальную». В 1974 году из неё вышла группа, сформировавшая Ирландскую национальную освободительную армию.